# Rage (Elvin Holiday)
Rage é um personagem de História em Quadrinho da Marvel Comics, que teve sua primeira aparição em Avengers #326 (1990).

## História
Os doze anos Elvin Haliday estava visitando um bairro desconhecido para o comércio de alguns livros de quadrinhos com um outro menino, quando ele foi atacado por uma gangue de baderneiros racistas. Elvin com medo, escondeu-se nas águas altamente poluídas de Newtown Creek, mas antes que ele pudesse sair, os trabalhadores da Fisk Biochem despejaram mais resíduos químicos no riacho, encharcando-o com eles. Apavorado e com dor, Elvin correu à casa de sua avó, Staples, e ela cuidou dele ate ele recuperar à saúde. O menino se recuperou rapidamente, e nos meses que se seguiram, ele passou por um surto de crescimento enorme, que lhe deu um corpo adulto superhumanamente poderoso. Ele estava desanimado de procurar vingança contra seus algozes pela devoção religiosa da vó Staples, que sentiu que deveria usar seus novos poderes para o bem. Formando uma fantasia improvisada de uma máscara de esqui e uma roupa de couro, Elvin começou a operar como o super-vigilante Rage de 14 anos de idade, tendo como alvo os criminosos de rua e traficantes de drogas, tais como LD 50. Ele se candidatou para ser membro dos Vingadores, censurando a equipe por seu elitismo e falta de minorias visíveis. Apesar desta introdução desagradável, ele foi nomeado um estágiario reserva dos Vingadores ao lado do Homem-Areia depois de ajudar o grupo numa missão em outra dimensão. Embora tecnicamente faça parte de uma lista de substitutos servindo como backup para a equipe ativa, Rage era um participante freqüente nos Vingadores, enfrentando inimigos como Ngh o indizível, o Tetrarcas da Entropia, [[Doutor Destino, os irmãos, o Coletor e Grotesk.
Eventualmente, durante um conflito com o Monge do Odio e seus peões racistas, os Filhos da Serpente, os Vingadores descobriram que Elvin era ainda uma criança e rebaixou-o para o estato de aprendiz. Durante esse processo, Elvin encontrou os Novos Guerreiros, que fez amizade com eles e depois o convenceu a ajudá-los a roubar um Quinjet dos Vingadores para uma missão de resgate de emergência. Expulso dos Vingadores por esta conduta, Rage se juntou aos Novos Guerreiros, tornando-se um dos pilares do grupo, formando uma estreita amizade com Speedball. Quando a gangue Poison Memories matou sua avó Staples como parte de uma vingança contra os Guerreiros, Rage friamente assassinou o líder de gangue Kimeiko Ashu, embora mais tarde um juiz considerou suas ações de auto-defesa.
O líder do Guerriros Dwayne Taylor (Radical) e o mentor de Dwayne, Andrew Chord foram nomeados guardiães legais Elvin, e quando Dwayne mais tarde teve um desentendimento com os outros Guerreiros, Elvin deixou a equipe com ele. Servindo como mentores para o problemático super-jovens Psionex por um tempo, Radical e Rage eventualmente voltaram aos Guerreiros, que começaram a se afastar de seus membros perseguindo objetivos diferentes. Rage decidiu se concentrar em seus estudos na School for Boys Oatridge e só raramente ágia como um super-herói, embora ele tenha sido capaz de ajudar os Vingadores e os Guerreiros contra inimigos como o Elements of Doom, Morgan Le Fay, Whirlwind, Capataz, I.M.A., Senhor dos Templários e uma insana Feiticeira Escarlate. 

## Guerra Civil
Durante o tempo em que estava ausente dos Novos Guerreiros, os Guerreiros se envolveram em um incidente em Stamford, que resultou na criação da Lei de Registro de Super-Humanos, obrigando todos aqueles que tivessem algum poder a se registrar.
Assim como os outros ex-Novos Guerreiros ainda vivos e ativos, Rage se registrou junto a Iniciativa dos 50 estados, onde serviu e foi treinado por algum tempo.
Enquanto isso um novo grupo de Novos Guerreiros liderados por um novo Radical passou a agir contra a lei de registro de super-humanos, porém seu grupo não tinha nenhum dos Guerreiros originais.
Após descobrir alguns pobres sobre a Iniciativa Rage juntamente com outros Guerreiros abandonaram o campo Hammond, base da Iniciativa, e passaram a agir na clandestinidade.

## Invasão Secreta
Durente a Invasão dos Aliens Skrull, os Guerreiros liderados pelo Justiça, tendo como um dos membros Rage, e os Guerreiros liderados pelo Radical se encontraram , inicialmente se confrontando, mas depois de descobrirem a verdadeira identidade do novo Radical (o Bandit, irmão do Radical original) ambas as equipes se fundiram.